# DuBose Heyward

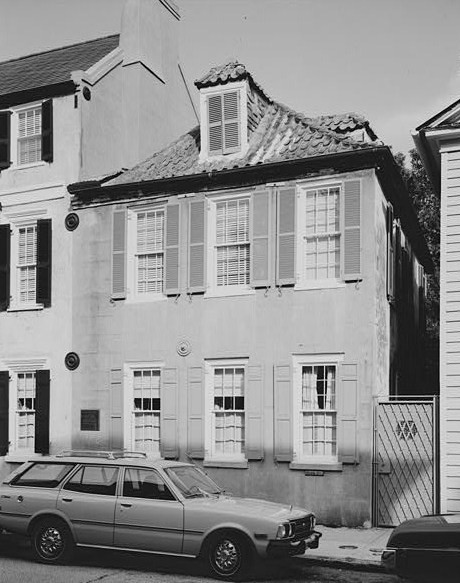
Casa de DuBose Heyward en Charleston.

DuBose Heyward (31 de agosto de 1885 - 16 de junio de 1940) fue un escritor estadounidense, reconocido por su novela publicada en 1924, Porgy. Junto a su mujer Dorothy, a la que conoció en MacDowell Colony en 1922, fue coautor de la obra teatral adaptada de la novela. Esta obra teatral fue el origen de la opera de George Gershwin, Porgy and Bess.

## Vida
Descendiente de Thomas Heyward, Jr., quien fue firmante de la  Declaración de Independencia de los Estados Unidos y político en Carolina del Sur, Heyward se convirtió en asegurador y agente de bienes raíces en la ciudad de Charleston. Tiempo después se volvió independiente financieramente y abandonó sus negocios para dedicarse completamente a la literatura. 
Heyward y su mujer Dorothy pasaron varios años en Charleston realizando escrutinios sobre los negros de esa área. Participó además en la sociedad sureña de canto amateur tradicional, la cual era abierta a cualquier familia que hubiese vivido en una plantación o dueña de un esclavo. En Charleston fue donde Heyward encontró la mayor inspiración para su libro, incluyendo lugares donde se ambientaría (Catfish Row) y el personaje principal (un hombre discapacitado llamado Porgy). Durante este tiempo en Charleston, DuBose enseñó en la Academia Militar Porter.
La obra de teatro llamada "Porgy" fue estrenada en Broadway en 1927, ocho años antes que la ópera Porgy and Bess. Tuvo un considerable éxito. Esta obra fue usada para el libreto de la opera. La novela difiere bastante de la obra teatral. 
La novela Porgy se convirtió en superventas en 1926. Heyward continuó escribiendo otra novela, ambientada también en Catfish Row, llamada Mamba's Daughters (de 1929), que también fue adaptada al teatro por él y su esposa.  Su nouvelle Star Spangled Virgin trata sobre la vida doméstica, problemas y soluciones creativas del trabajador Adam Work. Este libro sitúa su acción en la isla de St. Croix en las Islas Vírgenes. Heyward muestra una idílica sociedad nativa basada en la economía de agricultura, que entra en crisis a partir de los programas económicos del New Deal.  
También realizó el guion adaptando la obra The Emperor Jones, de Eugene O'Neill (1933). Sus obras incluyen una colección de poemas, "Jasbo Brown and other poems" publicado en 1924 y un libro para niños, The Country Bunny and the Little Gold Shoes publicado en 1939.